# Tony Amendola

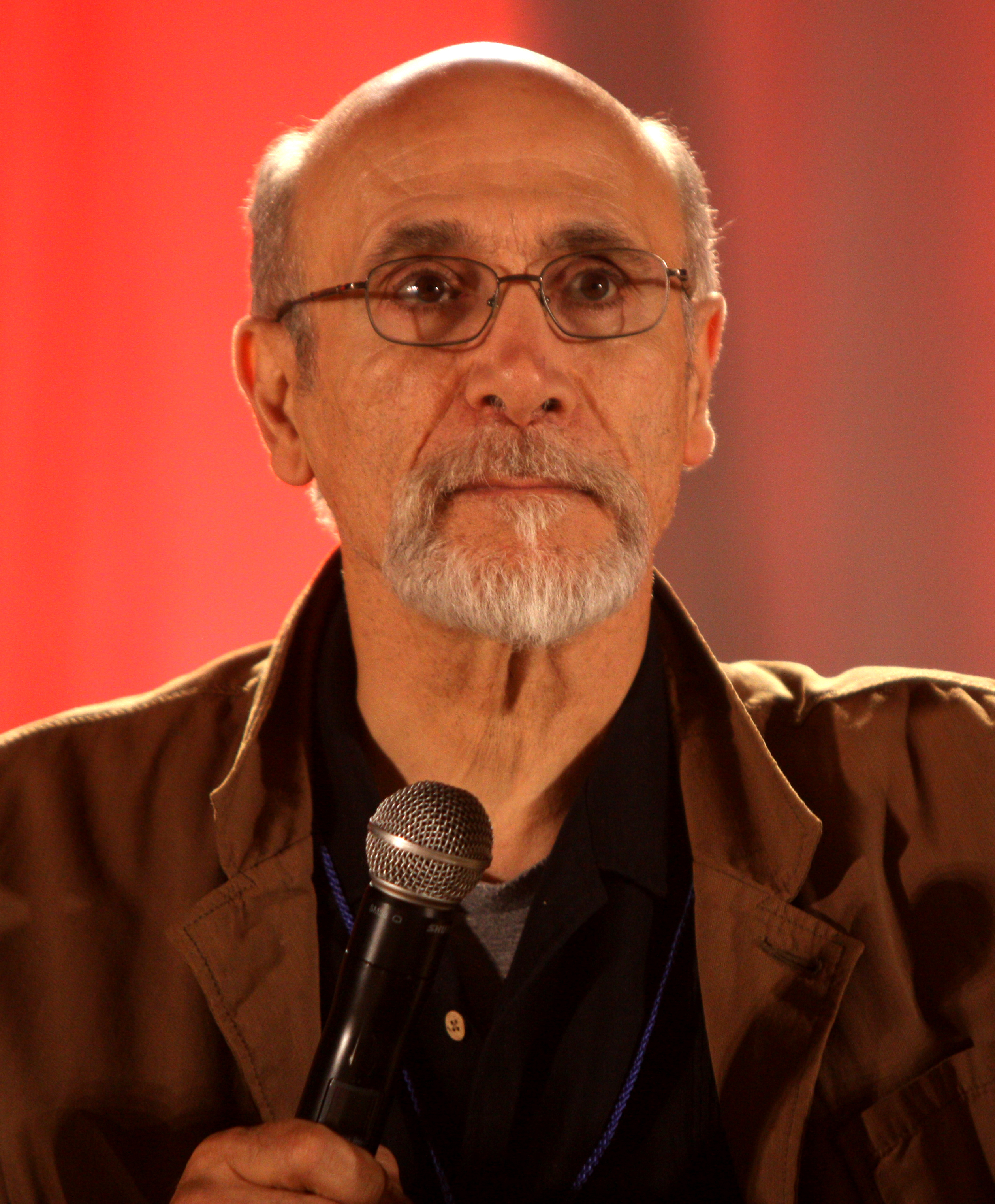
Tony Amendola (2012)

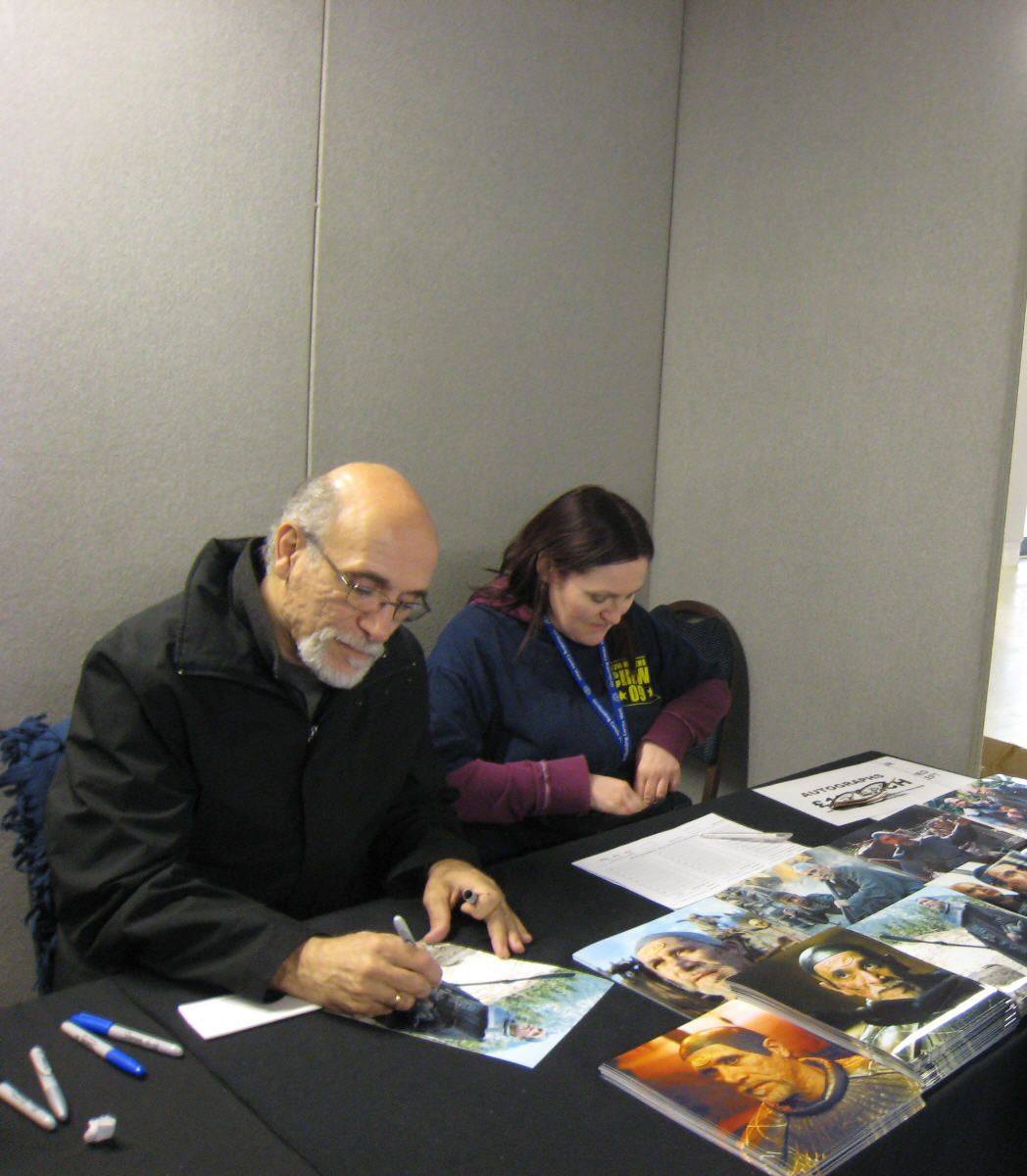
Tony Amendola auf der Collectormania 2009

Tony Amendola (* 24. August 1951 in New Haven, Connecticut) ist ein US-amerikanischer Schauspieler.

## Leben
Amendola studierte bis 1974 an der Southern Connecticut State University in New Haven und danach bis 1977 an der Temple University in Philadelphia. Er schloss sein Studium mit einem Master im Fach Kunst (Fine Arts) ab. 1978 zog er nach Los Angeles, um eine Anstellung im Bereich Film und Fernsehen zu finden. Obwohl dieser Umzug nur temporär sein sollte, lebt er dort bis heute mit seiner Frau.
Neben seiner Muttersprache spricht er Spanisch und Italienisch.
Amendola ist vor allem durch seine Rolle als Jaffa-Master Bra’tac in der Fernsehserie Stargate – Kommando SG-1 bekannt.

## Filmografie (Auswahl)

### Filme und Serien
- 1984: Partners in Crime (Fernsehserie, Folge 1x08)
- 1985: Maxie
- 1988: L.A. Law – Staranwälte, Tricks, Prozesse (L.A. Law, Fernsehserie, Folge 3x05)
- 1989: Allein gegen Al Capone (The Revenge of Al Capone)
- 1989: Columbo: Tödliche Tricks (Columbo Goes to the Guillotine, Fernsehreihe)
- 1991: Alienkiller (The Borrower)
- 1993: Space Rangers (Fernsehserie, Folge 1x03)
- 1993: Seinfeld (Fernsehserie, 2 Folgen)
- 1995: Das Chamäleon (Chameleon)
- 1995: Space 2063 (Space: Above and Beyond Folge 1x04)
- 1995: Herz einer Unbeugsamen (Follow the River, Fernsehfilm)
- 1996: Chicago Hope – Endstation Hoffnung (Chicago Hope, Fernsehserie, Folge 2x15)
- 1996: Lone Star
- 1997: Superman – Die Abenteuer von Lois & Clark (Lois & Clark: The New Adventures of Superman, Fernsehserie, Folge 4x13)
- 1997–2003: Practice – Die Anwälte (The Practice, Fernsehserie, 4 Folgen, verschiedene Rollen)
- 1998: Poltergeist – Die unheimliche Macht (Poltergeist: The Legacy, Fernsehserie, Folge 3x20)
- 1998: Die Maske des Zorro (The Mask of Zorro)
- 1998–2007: Stargate – Kommando SG-1 (Stargate SG-1, Fernsehserie, 26 Folgen)
- 1999: Verrückt in Alabama (Crazy in Alabama)
- 1999: Air America (Fernsehserie, Folge 1x14)
- 1999: Das schwankende Schiff (Cradle Will Rock)
- 1999: Für alle Fälle Amy (Judging Amy, Fernsehserie, Folge 1x11)
- 2000: Star Trek: Raumschiff Voyager (Star Trek: Voyager, Fernsehserie, Folge 6x22)
- 2000: Akte X – Die unheimlichen Fälle des FBI (Akte X, Fernsehserie, Folge 7x19)
- 2000: Angel – Jäger der Finsternis (Angel, Fernsehserie, Folge 2x02)
- 2001: Blow
- 2001–2006: CSI: Vegas (CSI: Crime Scene Investigation, Fernsehserie, 4 Folgen, verschiedene Rollen)
- 2002: Charmed – Zauberhafte Hexen (Charmed, Fernsehserie, 2 Folgen)
- 2002: Alias – Die Agentin (Alias, Fernsehserie, 2 Folgen)
- 2002: The West Wing – Im Zentrum der Macht (The West Wing, Fernsehserie, Folge 4x06)
- 2004: Dragon Storm – Die Drachenjäger (Dragon Storm)
- 2004: Polizeibericht Los Angeles (Dragnet, Folge 2x06)
- 2005: Die Legende des Zorro (The Legend of Zorro)
- 2005: Forbidden Warrior
- 2005: Kampf der Planeten (Crimson Force, Fernsehfilm)
- 2006: General Hospital (Fernsehserie, 2 Folgen)
- 2007: Dexter (Fernsehserie, 3 Folgen)
- 2008: Numbers – Die Logik des Verbrechens (NUMB3RS, Fernsehserie, Folge 5x08)
- 2008: Terminator: The Sarah Connor Chronicles (Fernsehserie, Folge 1x02)
- 2009: Dollhouse (Fernsehserie, Folge 1x04)
- 2009: CSI: NY (Fernsehserie, 3 Folgen)
- 2011: Green Lantern: Emerald Knights (Stimme)
- 2011: Navy CIS: L.A. (NCIS: Los Angeles, Fernsehserie, Folge 3x04)
- 2011–2015, 2017–2018: Once Upon a Time – Es war einmal … (Once Upon a Time, Fernsehserie, 14 Folgen)
- 2012–2014: Continuum (Fernsehserie, 11 Folgen)
- 2014: The Mentalist (Fernsehserie, Folge 6x20)
- 2014: Intelligence (Fernsehserie, Folge 1x13)
- 2014: Annabelle
- 2015: Devil’s Candy (The Devil’s Candy)
- 2017: Dirk Gentlys holistische Detektei (Dirk Gently’s Holistic Detective Agency, Fernsehserie, Folgen 2x05–2x06)
- 2019: Lloronas Fluch (The Curse of La Llorona)
- 2021: The Rookie (Fernsehserie, Folge 3x12)
- 2022: iCarly (Fernsehserie, Folge 2x04)
- 2022: In with the Devil (Black Bird, Miniserie, 8 Folgen)
- 2023: Law & Order: Organized Crime (Fernsehserie, Folge 3x11)
- 2023: New Life
- 2023: Rebel Moon – Teil 1: Kind des Feuers (Rebel Moon – Part One: A Child of Fire)
- 2024: 9-1-1 (Fernsehserie, 2 Folgen)

### Videospiele
- 2019: Star Wars Jedi: Fallen Order
- 2023: Star Wars Jedi: Survivor